# ای-۱۲۲ اوییراپورو
ای-۱۲۲ اوییراپورو (به انگلیسی: Aerotec_Uirapuru) یک هواگرد ملخ‌پیشین تک‌موتوره از نوع هواگرد آموزشی ساخت شرکت امبرائر است. هواگرد ای-۱۲۲ اوییراپورو نخستین پروازش را در ۲ ژوئن ۱۹۶۵ میلادی انجام داد. در مجموع، تعداد ۱۵۵ فروند از این هواگرد ساخته شده‌است.